# Hvannasund
Hvannasund este un oraș din Insulele Faroe.